# سید حسین حسینی (بازیکن فوتبال)
سید حسین حسینی (زادهٔ ۹ تیر ۱۳۷۱) بازیکن فوتبال اهل ایران است که در پست دروازه‌بان برای باشگاه فوتبال سپاهان در لیگ برتر خلیج فارس بازی می‌کند.

## عملکرد باشگاهی

### برق شیراز
او فوتبال حرفه‌ای خود را در سال ۱۳۸۹ از تیم برق شیراز شروع کرد. وی برای این تیم تنها دو بازی انجام داد.

### استقلال تهران
حسینی در اردوی اوکراین در بازی دوستانه مقابل دینامو کیف برای نخستین بار در ترکیب اصلی استقلال قرار گرفت. او بازی بعد خود را در آذر ۱۳۹۲ با پیراهن استقلال در مقابل کاسپین قزوین در جام حذفی انجام داد که در هر دو بازی موفق به بسته نگه داشتن دروازه استقلال شد. وی همچنین در اردیبهشت ۱۳۹۳ در بازی مقابل الریان قطر در لیگ قهرمانان آسیا درون دروازه تیم استقلال ایران قرار گرفت.

#### خدمت سربازی
حسینی در ابتدای فصل ۱۳۹۳–۱۳۹۴ برای خدمت سربازی به مدت دو فصل به صورت قرضی به تیم ملوان پیوست.

#### بازگشت به استقلال تهران
حسینی پس از پایان دوران سربازی با توجه به قراردادش به استقلال بازگشت. در این فصل، علیرضا منصوریان به او فرصت داد دروازه‌بانی استقلال تهران را در دو بازی حساس نخست و پایانی نیم‌فصل (مقابل تیم‌های نفت تهران و سپاهان اصفهان) بر عهده بگیرد که هر دو بازی با نتیجه تساوی ۱–۱ پایان یافتند. همچنین او توانست در بازی مقابل نفت تهران در نیم فصل دوم لیگ ۹۶–۹۵ جایگزین مهدی رحمتی شود و با واکنش‌های خود دروازه تیم را بسته نگه دارد. استقلال توانست آن بازی را با گل امید ابراهیمی از روی ضربه آزاد پیروز شود.

#### شکستن رکورد کلین‌شیت

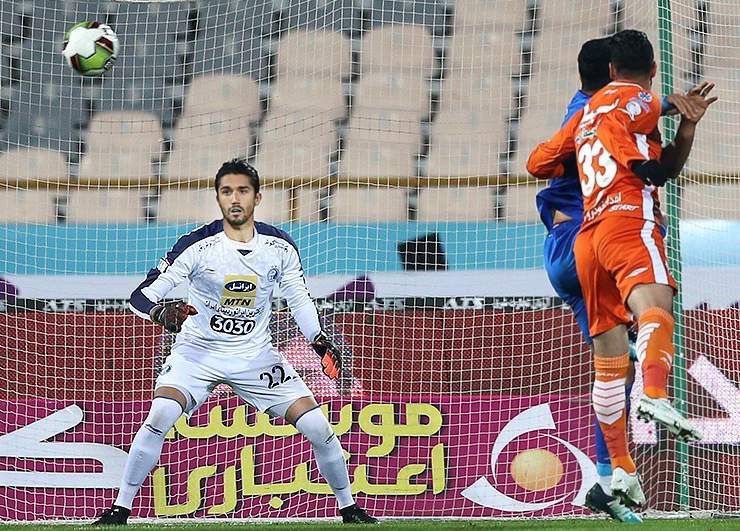
حسینی در بازی مقابل سایپا در ۲۲ دی ۱۳۹۶

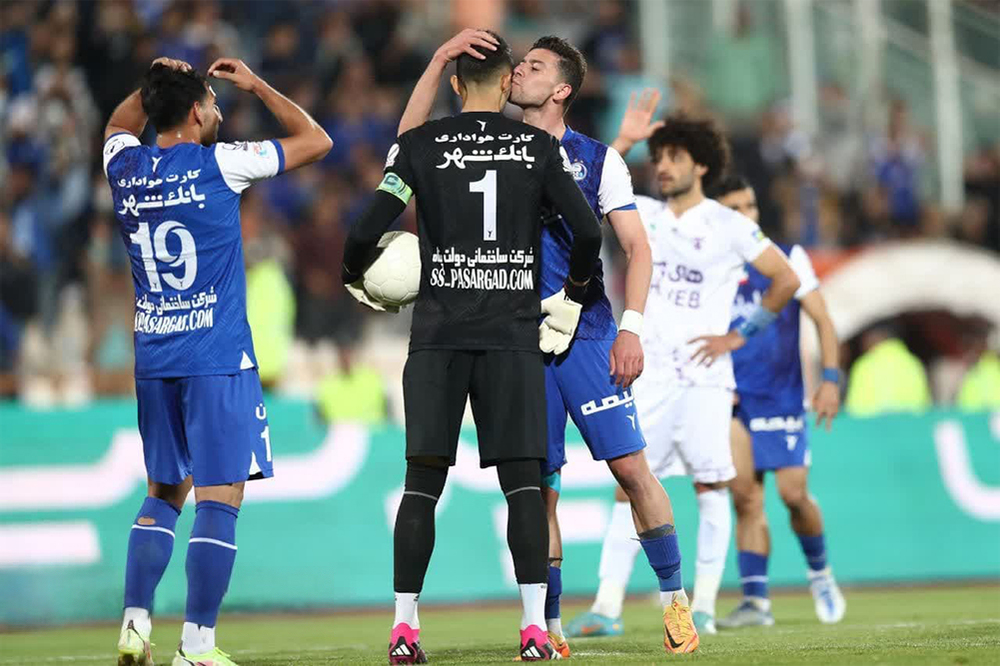
لحظه اهدای توپ به حسینی برای زدن گل ششم استقلال به هوادار از روی نقطه ضربه پنالتی

نخستین بازی او در فصل ۹۷–۱۳۹۶ برای استقلال در مقابل تیم پارس جنوبی جم بود که در این بازی دروازه او دو بار باز شد. او همچنین در این فصل پس از بازی مقابل استقلال خوزستان و کلین‌شیت در این بازی رسماً رکورد طالب‌لو را شکست. همچنین او در جریان بازی مقابل تراکتور تبریز رکورد حفظ دروازه در تاریخ لیگ برتر را (که تنها سه هفته از شکسته شدنش می‌گذشت) شکست و در جریان بازی با سایپا و گل نخوردن تا دقیقه ۵۶ رکورد بهرام مودت را شکست و رکورد کلین‌شیت در لیگ‌برتر فوتبال ایران تا آن زمان را با ۸۷۲ دقیقه بسته نگه‌داشتن دروازه از آن خود کرد. وی همچنین به عنوان بهترین بازیکن دی‌ماه، از دید برنامه نود انتخاب شد.
رکورد کلین‌شیت تاریخ لیگ برتر خلیج فارس در فصل ۰۱–۱۴۰۰
وی در ۲۶ مسابقه از ۳۰ مسابقه لیگ برتر فوتبال ایران ۰۱–۱۴۰۰ به عنوان دروازه‌بان اول استقلال به میدان رفت و توانست با ثبت ۱۸ کلین‌شیت و دریافت تنها ۹ گل (از ۱۰ گل دریافت شده استقلال در فصل ۰۱–۱۴۰۰)، عنوان بیشترین کلین‌شیت در طول یک فصل را در بین تمامی دروازه‌بانان تاریخ لیگ برتر خلیج فارس از آن خود کرد.

#### گلزنی برای استقلال
وی در جریان پیروزی ۶ بر ۱ استقلال مقابل تیم هوادار دقیقه ۹۳ گل ششم تیمش را از روی نقطه پنالتی به‌ثمر رساند. حسینی بعد از ابراهیم میرزاپور و سوشا مکانی به سومین دروازه‌بانی تبدیل شد که در تاریخ لیگ برتر فوتبال ایران گلزنی می‌کنند همچنین به اولین دروازه‌بانی در تاریخ لیگ برتر فوتبال ایران تبدیل شد که از روی نقطه پنالتی گلزنی می‌کند.

#### جام حذفی فوتبال ایران ۰۴–۱۴۰۳
استقلال در شرایطی به قهرمانی جام حذفی فوتبال ایران ۰۴–۱۴۰۳ رسید که سیدحسین حسینی گلر استقلال توانست در بازی با مس کرمان، پیکان تهران، صنعت نفت آبادان و ملوان بندر انزلی کلین شیت کند و فقط در بازی با شمس‌آذر قزوین نتوانست کلیت شیت کند حسینی با ثبت این چهار کلین شیت نقش زیادی در قهرمانی استقلال در جام حذفی فوتبال ایران ۰۴–۱۴۰۳ داشت و لقب آقای کلین شیت را برای خود ثبت کرد.
وی در پایان فصل ۰۴-۱۴۰۳ بعد از ۱۳ سال حضور و ۹ فصل حضور متوالی در استقلال از این تیم جدا شد.

### سپاهان اصفهان
وی در ۱ مرداد ۱۴۰۴ (ژانویه ۲۰۲۵) با قرار دادی به باشگاه فوتبال سپاهان اصفهان پیوست. این تیم به دلیل نایب قهرمانی در فصل قبل لیگ برتر فوتبال ایران ۰۴–۱۴۰۳ این فصل در لیگ نخبگان آسیا حضور دارد.

## آمار باشگاهی
| باشگاه          | فصل             | لیگ             | لیگ  | لیگ | جام حذفی | جام حذفی | قاره‌ای | قاره‌ای | دیگر | دیگر | مجموع | مجموع |
| باشگاه          | فصل             | دسته            | بازی | گل  | بازی     | گل       | بازی   | گل     | بازی | گل   | بازی  | گل    |
| --------------- | --------------- | --------------- | ---- | --- | -------- | -------- | ------ | ------ | ---- | ---- | ----- | ----- |
| برق شیراز       | ۹۰–۱۳۸۹         | لیگ آزادگان     | ۰    | ۰   | ۰        | ۰        | –      | –      | –    | –    | ۰     | ۰     |
| برق شیراز       | ۹۱–۱۳۹۰         | لیگ آزادگان     | ۲    | ۰   | ۰        | ۰        | –      | –      | –    | –    | ۲     | ۰     |
| مجموع برق شیراز | مجموع برق شیراز | مجموع برق شیراز | ۲    | ۰   | ۰        | ۰        | –      | –      | –    | –    | ۲     | ۰     |
| ملوان           | ۹۴–۱۳۹۳         | لیگ خلیج فارس   | ۱۳   | ۰   | ۰        | ۰        | –      | –      | –    | –    | ۱۳    | ۰     |
| ملوان           | ۹۵–۱۳۹۴         | لیگ خلیج فارس   | ۱۵   | ۰   | ۰        | ۰        | –      | –      | –    | –    | ۱۵    | ۰     |
| مجموع ملوان     | مجموع ملوان     | مجموع ملوان     | ۲۸   | ۰   | ۰        | ۰        | –      | –      | –    | –    | ۲۸    | ۰     |
| استقلال         | ۹۲–۱۳۹۱         | لیگ خلیج فارس   | ۰    | ۰   | ۰        | ۰        | ۰      | ۰      | –    | –    | ۰     | ۰     |
| استقلال         | ۹۳–۱۳۹۲         | لیگ خلیج فارس   | ۰    | ۰   | ۱        | ۰        | ۱      | ۰      | –    | –    | ۲     | ۰     |
| استقلال         | ۹۶–۱۳۹۵         | لیگ خلیج فارس   | ۸    | ۰   | ۰        | ۰        | ۰      | ۰      | –    | –    | ۸     | ۰     |
| استقلال         | ۹۷–۱۳۹۶         | لیگ خلیج فارس   | ۲۰   | ۰   | ۱        | ۰        | ۴      | ۰      | –    | –    | ۲۵    | ۰     |
| استقلال         | ۹۸–۱۳۹۷         | لیگ خلیج فارس   | ۱۳   | ۰   | ۱        | ۰        | ۵      | ۰      | –    | –    | ۱۹    | ۰     |
| استقلال         | ۹۹–۱۳۹۸         | لیگ خلیج فارس   | ۳۰   | ۰   | ۵        | ۰        | ۷      | ۰      | –    | –    | ۴۲    | ۰     |
| استقلال         | ۰۰–۱۳۹۹         | لیگ خلیج فارس   | ۱۱   | ۰   | ۳        | ۰        | ۱      | ۰      | –    | –    | ۱۵    | ۰     |
| استقلال         | ۰۱–۱۴۰۰         | لیگ خلیج فارس   | ۲۶   | ۰   | ۰        | ۰        | ۰      | ۰      | –    | –    | ۲۶    | ۰     |
| استقلال         | ۰۲–۱۴۰۱         | لیگ خلیج فارس   | ۲۵   | ۱   | ۵        | ۰        | –      | –      | ۱    | ۰    | ۳۱    | ۱     |
| استقلال         | ۰۳–۱۴۰۲         | لیگ خلیج فارس   | ۲۹   | ۰   | ۱        | ۰        | –      | –      | –    | –    | ۳۰    | ۰     |
| استقلال         | ۰۴–۱۴۰۳         | لیگ خلیج فارس   | ۲۷   | ۰   | ۵        | ۰        | ۱۰     | ۰      | –    | –    | ۴۲    | ۰     |
| مجموع استقلال   | مجموع استقلال   | مجموع استقلال   | ۱۸۹  | ۱   | ۲۲       | ۰        | ۲۸     | ۰      | ۱    | ۰    | ۲۴۰   | ۱     |
| مجموع آمار      | مجموع آمار      | مجموع آمار      | ۲۱۹  | ۱   | ۲۲       | ۰        | ۲۸     | ۰      | ۱    | ۰    | ۲۷۰   | ۱     |

- در دو فصلی که عضو تیم برق شیراز بود، در لیگ یک آزادگان مشغول به بازی بود و اطلاعات دقیقی از عملکرد حسینی در این دو فصل در دسترس نیست.
- سید حسین حسینی در جریان پیروزی ۶ بر ۱ استقلال مقابل تیم هوادار در ۲۶ فروردین ۱۴۰۲ موفق شد گل ششم تیمش را از روی نقطه پنالتی به‌ثمر برساند.[۱۵]

## افتخارات
استقلال

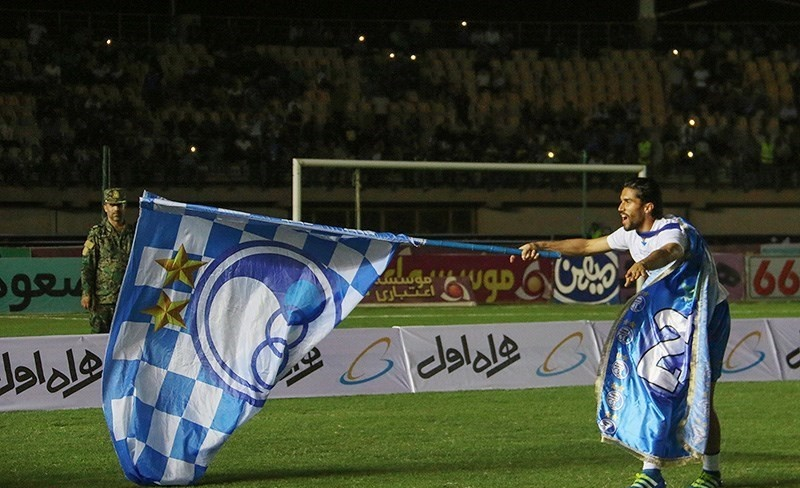
حسینی در جشن قهرمانی جام حذفی ایران ۹۷–۱۳۹۶

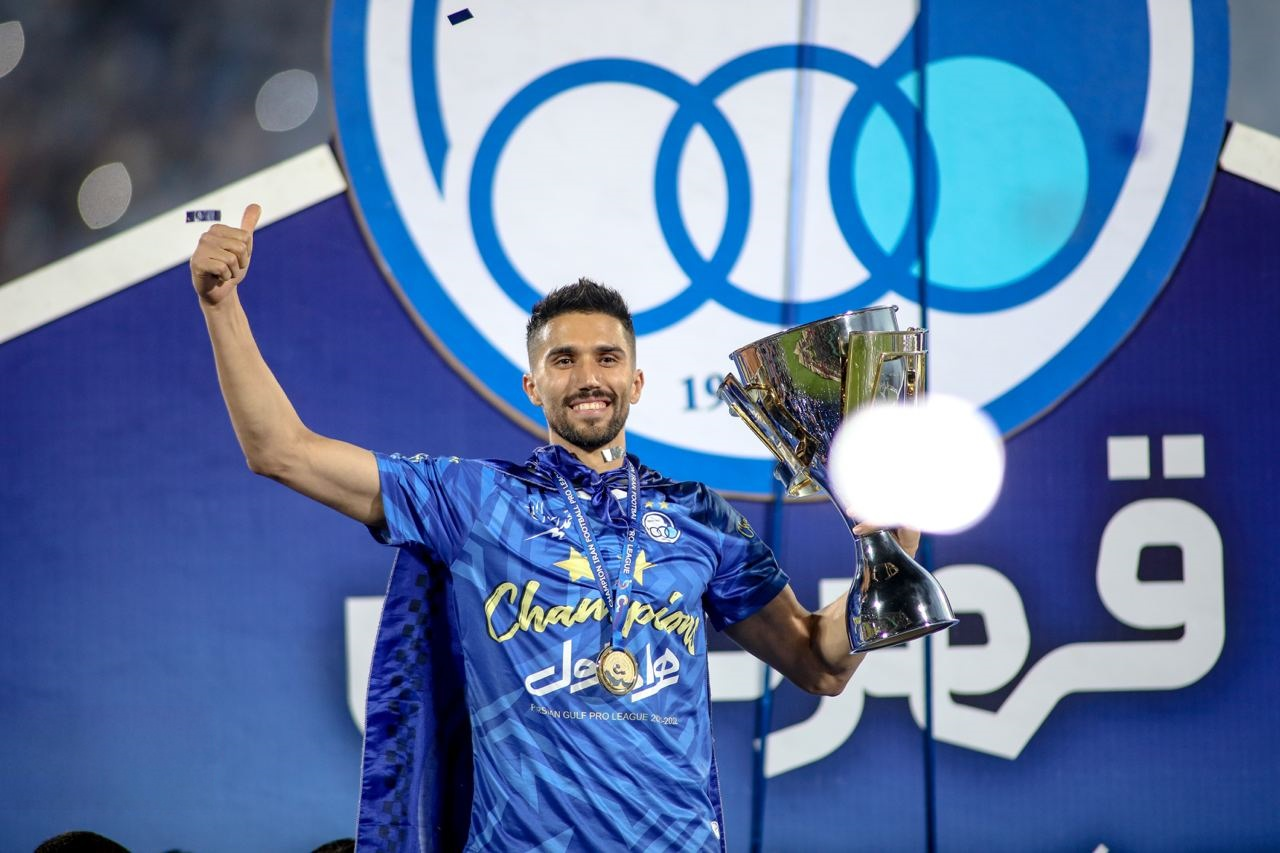
حسینی با جام قهرمانی لیگ برتر ایران ۰۱–۱۴۰۰

- لیگ برتر خلیج فارس(۲): ۹۲–۱۳۹۱، ۰۱–۱۴۰۰
  - نایب قهرمانی (۳):۹۶–۱۳۹۵، ۹۹–۱۳۹۸، ۰۳–۱۴۰۲
- جام حذفی فوتبال ایران (۲): ۹۷–۱۳۹۶، ۰۴–۱۴۰۳
  - نایب قهرمانی (۳): ۹۹–۱۳۹۸، ۱۴۰۰–۱۳۹۹، ۰۲–۱۴۰۱
- سوپر جام فوتبال ایران(۱): ۱۴۰۱
  - نایب قهرمانی (۱): ۱۳۹۷

### فردی
- جایزه دستکش طلایی بهترین دروازه‌بان سال فوتبال ایران در فصل ۱۴۰۳–۱۴۰۲
- رکورد بیشترین مهار شوت در لیگ نخبگان آسیا در فصل ۲۵–۲۰۲۴ با ۴۸ سیو در ۱۰ مسابقه[۱۶]
- رکورد بیشترین کلین‌شیت در طول یک فصل از لیگ برتر با ۱۸ کلین‌شیت از ۲۶ مسابقه حضور در فصل ۱۴۰۰–۱۴۰۱
- بیشترین کلین‌شیت در رقابت‌های جام حذفی فوتبال ایران ۰۴–۱۴۰۳ با ۴ کلین شیت از ۵ مسابقه[۱۷]
- رکورد کمترین گل خورده در یک فصل از لیگ فوتبال لیگ برتر در فصل فصل ۱۴۰۰–۱۴۰۱ (۹ گل در ۲۶ مسابقه)
- اولین دروازه‌بانی که در لیگ برتر گلزنی کرد. (از روی نقطه پنالتی)
- عنوان گل‌سازترین دروازه‌بان ایران با ۱ گل زده و ۲ پاس گل
- بهترین بازیکن ماه دی به انتخاب برنامه ۹۰
- بهترین دروازه‌بان سال ۱۳۹۶ در نوروز فوتبالی[۱۸]
- تیم منتخب سال ۱۳۹۶ در نوروز فوتبالی[۱۹]
- بهترین دروازه‌بان سال ۱۴۰۰ با رای مردمی در نوروز فوتبالی
- تیم منتخب مردمی سال ۱۴۰۰ نوروز فوتبالی
- بهترین دروازه‌بان سال ۱۴۰۰ با رای کارشناسان در نوروز فوتبالی
- تیم منتخب کارشناسان سال ۱۴۰۰ نوروز فوتبالی
- بهترین دروازه‌بان سال ۱۴۰۱ با رای مردمی در نوروز فوتبالی
- تیم منتخب مردمی سال ۱۴۰۱ نوروز فوتبالی
- بهترین دروازه‌بان سال ۱۴۰۱ با رای کارشناسان در نوروز فوتبالی
- تیم منتخب کارشناسان سال ۱۴۰۱ نوروز فوتبالی
- بهترین دروازه‌بان سال ۱۴۰۲ با رای مردمی در نوروز فوتبالی
- تیم منتخب مردمی سال ۱۴۰۲ نوروز فوتبالی
- بهترین دروازه‌بان سال ۱۴۰۳ با رای مردمی در نوروز فوتبالی
- تیم منتخب مردمی سال ۱۴۰۳ نوروز فوتبالی
- بهترین دروازه‌بان سال ۱۴۰۳ با رای کارشناسان در نوروز فوتبالی
- تیم منتخب کارشناسان سال ۱۴۰۳ نوروز فوتبالی

## آمار ملی

### بازی‌های ملی
تا تاریخ ۱۰ ژوئن ۲۰۲۵
| ایران | ایران | ایران    | ایران    |
| سال   | بازی  | کلین شیت | گل خورده |
| ----- | ----- | -------- | -------- |
| ۲۰۱۸  | ۴     | ۳        | ۱        |
| ۲۰۲۲  | ۴     | ۲        | ۷        |
| ۲۰۲۳  | ۱     | ۰        | ۱        |
| ۲۰۲۴  | ۲     | ۲        | ۰        |
| ۲۰۲۵  | ۱     | ۱        | ۰        |
| مجموع | ۱۲    | ۸        | ۹        |

## عملکرد ملی

### تیم ملی امید ایران
حسین حسینی و امیرارسلان مطهری هردو برای بازی‌های آسیایی ۲۰۲۲ توسط رضا عنایتی به عنوان سهمیه بزرگسال به تیم ملی امید دعوت شدند.

### ایران

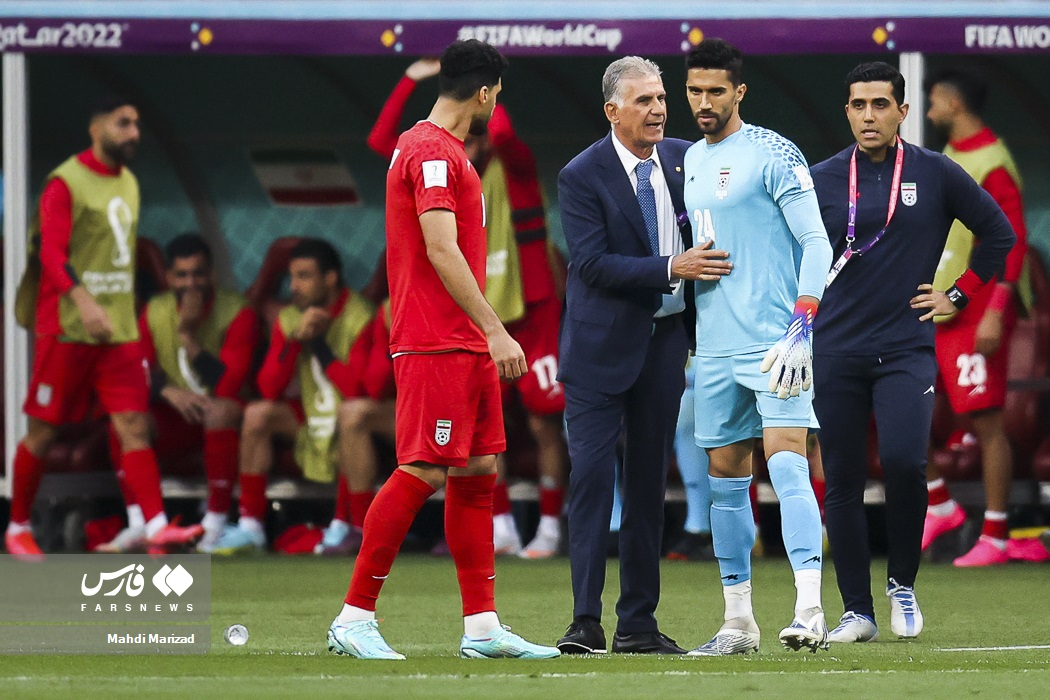
حسینی همراه با تیم ملی فوتبال ایران در جام جهانی فوتبال ۲۰۲۲

حسینی در ۲۶ اردیبهشت ۱۳۹۴ توسط کارلوس کی‌روش به تیم ملی بزرگسالان دعوت شد. وی پس از درخشش در تیم استقلال در اردوی داخلی در تهران قبل از بازی دوستانه با پاناما توسط کیروش دوباره به تیم ملی دعوت شد ولی در لیست پایانی برای اردوی اتریش نبود. وی در ۲۶ اسفند ۱۳۹۶ درون دروازه تیم ملی برای بازی با سیرالئون قرار گرفت.
حسینی این بار در ۲۷ اسفند ۱۴۰۰ با دعوت دراگان اسکوچیچ به اردوی تیم ملی ایران برای بازی در مقابل کره جنوبی و لبنان دعوت شد.
حسینی باری دیگر توسط کارلوس کی‌روش به تیم ملی بزرگسالان برای فیفادی ماه سپتامبر دعوت شد و در بازی با سنگال ۹۰ دقیقه بازی کرد. این بازی با نتیجه یک بر یک مساوی شد گل سنگال توسط مرتضی پورعلی‌گنجی (گل‌به‌خودی) به ثمر رسید تک گل ایران را هم سردار آزمون به ثمر رساند.
حسینی در پایان در لیست کارلوس کی‌روش برای حضور در جام جهانی فوتبال ۲۰۲۲ قرار گرفت و راهی قطر شد. وی در بازی با انگلیس پس از مصدومیت علیرضا بیرانوند به عنوان دروازه‌بان ذخیره وارد زمین شد که نتیجهٔ آن دریافت ۶ گل بود که سنگین‌ترین شکست ایران در تاریخ جام‌های جهانی است.
با توجه به ادامه مصدومیت بیرانوند، حسین حسینی برای بازی دوم مقابل ولز نیز از ابتدا در ترکیب حضور داشت و توانست بازی خوبی از خود به نمایش بگذارد و توانست با دو واکنش تأثیر گذار دروازه خود را بسته نگه دارد و باعث برد ۲ بر ۰ ایران در برابر این تیم شد و در نتیجه بهترین برد ایران در تاریخ جام‌های جهانی رقم خورد.
حسینی توسط امیر قلعه‌نویی هم به تیم ملی دعوت شد و در بازی ۲۸ مارس برابر کنیا دقیقه ۴۵ وارد زمین شد تا نهمین بازی ملی حسینی در تیم ملی ثبت شود حسینی در دقیقه ۵۱ با اشتباه مدافعان تیم ملی گل اول را دریافت کرد ایران در این بازی با گل‌های دقیقه ۷۶ محمد محبی و دقیقه ۸۱ رامین رضاییان دو بر یک به پیروزی رسید.
او پس از درخشش در لیگ برتر خلیج فارس در فصل ۰۳–۱۴۰۲ برای حضور در جام ملت‌های آسیا ۲۰۲۳ به تیم ملی دعوت شد. وی قبل از این تورنمت در ۱۹ دی ۱۴۰۲ توانست در بازی تدارکاتی مقابل اندونزی یک‌نیمه بازی کند و دروازه خود را تا پایان نیمه اول بسته نگه دارد.
حسینی در هفته دهم مقدماتی جام جهانی فوتبال ۲۰۲۶ در بازی تیم ملی ایران با کره شمالی که ایران با نتیجه سه بر صفر به پیروزی رسید و صدرنشین گروهش شد توانست در این بازی کلین‌شیت کند.

## بالاترین جریمه تاریخ فوتبال ایران
در ۲۴ فروردین ۱۴۰۳ پس از بازی دو تیم فوتبال استقلال و آلومینیوم اراک، دو زن هوادار استقلال وارد زمین مسابقه ورزشگاه امام خمینی اراک شدند. یکی از آنها سعی داشت خود را به دروازه استقلال برساند با ممانعت نیروهای حفاظت حاضر در اطراف زمین روبرو شد. اما حسین حسینی، به سمت او رفت و بنا به گفته‌های خودش ناخواسته او را در آغوش کشید. حسین حسینی در اردیبهشت ۱۴۰۳ با شکایت فرماندهی انتظامی جمهوری اسلامی ایران (فراجا) به دادسرای فرهنگ و رسانه احضار و به پرداخت ۳۳۰ میلیون تومان جریمه نقدی و یک جلسه محرومیت و عذرخواهی در رسانه‌های رسمی محکوم شد.
حسین حسینی در مصاحبه‌ای گفت: «خوشحالم کمیته انضباطی لطف کرد و ۴ روزه حکم من را داد. اتفاقات دیگری افتاده بود که یکی دو ماه طول می‌کشید حکم دهند ولی برای من ۴ روزه دادند. این ۳۰۰ میلیون تومان را می‌دهم؛ فدای سر آن هوادار خانم.»
خبرگزاری مهر اعلام کرد هواداران استقلال از حسین حسینی خواستند یک شماره کارت بدهد تا آنها جریمه ۳۰۰ میلیونی او را پرداخت کنند. کوروس در ویدئویی ضمن حمایت از او اعلام کرد که حاضر است به همراه میلاد (خواننده دیگر) مبلغ ۳۰۰ میلیون تومان جریمه حسین حسینی را بپردازد تا در حرکت زیبای او شریک باشد. ابی نیز در اینستاگرام از این بازیکن حمایت کرد.